# Laura Rauch
Laura Antonella Rauch, kurz auch Laura Rauch (* 1987 in Wien) ist eine österreichische Schauspielerin.

## Leben
Laura Rauch wuchs in Wien auf und absolvierte ihre Schauspielausbildung von 2005 bis 2009 am Franz-Schubert-Konservatorium in Wien.
Nach ihrem Abschluss debütierte sie 2010 an der Komödie im Bayerischen Hof unter der Regie und an der Seite von Nikolaus Paryla als Angélique in Der eingebildete Kranke und ging mit dieser Produktion auch auf Tournee. In einer weiteren Zusammenarbeit mit Paryla spielte sie von 2014 bis 2016 an der Komödie im Bayerischen Hof die Elise in Der Geizige.
Von 2012 bis 2015 war sie als Reserl im Kultstück Alma – A Show Biz ans Ende (Regie: Paulus Manker) im k.k Post- und Telegrafenamt in Wien und in den Roigk-Hallen in Wiener Neustadt zu sehen. 2014 spielte sie in Wien auf der Kabarettbühne im Vindobona in dem Programm Wien für Anfänger (u. a. in Sketchen von Michael Niavarani). 2018 gastierte sie als Komödiantin Dejanira in der Goldoni-Komödie Mirandolina erneut an der Komödie im Bayerischen Hof.
Mit Produktionen der Komödie im Bayerischen Hof und dem a.gon Theater unternahm sie mehrfach Theatertourneen durch Deutschland, Österreich und die Schweiz, z. B. mit der romantischen Komödie Der verzauberte April in der Rolle der Lady Caroline und als Recha in Nathan der Weise neben Peter Kremer, beides unter der Regie von Stefan Zimmermann. 2021 und 2023 war sie in einer a.gon-Theater-Produktion mit dem Schauspiel 1984 (nach dem Roman von George Orwell), in dem sie an der Seite von Peter Kremer die Rolle der Julia spielte, auf Tournee.
Sie trat bei verschiedenen deutschen und österreichischen Festspielen auf, u. a. beim „Sommertheater Schloss Traun“ und bei den „Festspielen Wangen“. 2019 gastierte sie bei den Schloss-Spielen Kobersdorf als Näherin Rosalie in Das Mädl aus der Vorstadt.
Neben ihrer Arbeit am Theater arbeitet Laura Rauch auch für Film und Fernsehen und wirkte bei ausländischen Kinoproduktionen mit. Sie war u. a. in der TV-Serie SOKO Kitzbühel, im Märchenfilm Die weiße Schlange (2015) und in mehreren Folgen der satirischen ORF-Talkshow Wir sind Kaiser zu sehen.
Von Oktober 2023 (Folge 4131) bis Dezember 2023 (Folge 4164) spielte sie in der Telenovela Sturm der Liebe in vier Folgen die Rolle der Möbelhändlerin Verena Baum. In Paolo Virzìs Kinofilm Un altro ferragosto (2024) übernahm sie die Nebenrolle der Ursula Hirschmann.
Laura Rauch lebt in München und Wien.

## Filmografie (Auswahl)
- 2008: SOKO Kitzbühel: Kitz-Extrem (Fernsehserie, eine Folge)
- 2014: Menschen & Mächte: Der Weg in den Untergang (Dokuserie, eine Folge)
- 2014–2016: Wir sind Kaiser (Fernsehshow, 3 Folgen)
- 2015: Die weiße Schlange (Fernsehfilm)
- 2016–2017: Universum History (Dokuserie, 2 Folgen)
- 2018: Kindergarten (Kurzfilm)
- 2022: Zwischen uns der Himmel (Kurzfilm)
- 2023: Sturm der Liebe (Fernsehserie)
- 2024: Un altro ferragosto (Kinofilm)